# Дарьял (радиолокационная станция)

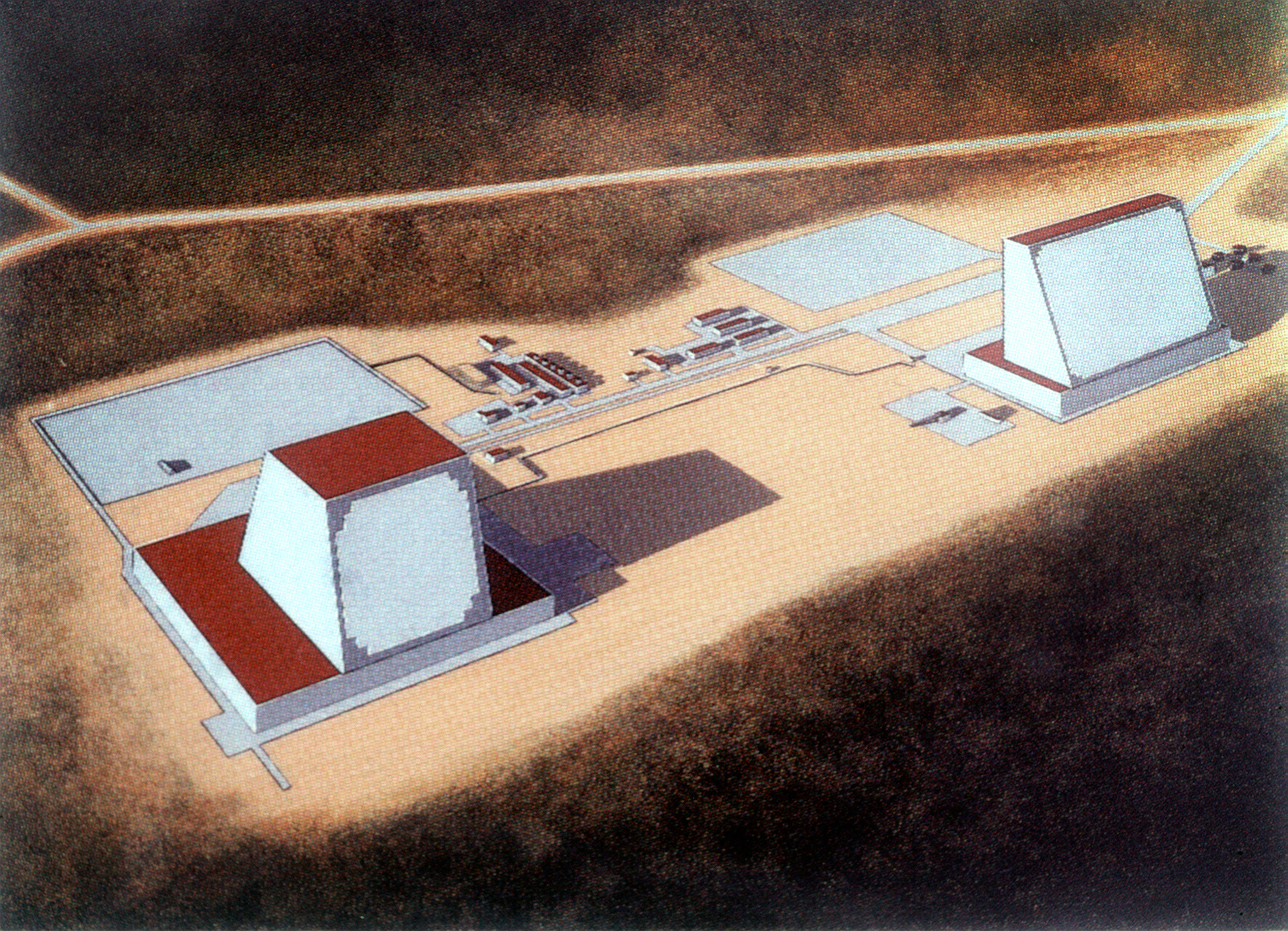
Схема РЛС типа «Дарьял» (передатчик - слева, приёмник - справа).

5Н79 / 90Н6 «Дарьял» (по классификации НАТО — Pechora) — второе поколение советских РЛС надгоризонтного обнаружения запуска баллистических ракет. На протяжении более чем двух десятков лет станции «Дарьял» служили одним из основных элементов системы предупреждения о ракетном нападении (СПРН) СССР.
Эскизный проект был разработан в 1968 году, в 1984 году первая станция сдана в эксплуатацию.

## Характеристики
РЛС «Дарьял» (индекс ГРАУ: 5Н79, главный конструктор В. М. Иванцов) работает в метровом диапазоне. Она способна обнаруживать и одновременно сопровождать около 100 целей размером с футбольный мяч (ЭПР порядка 0,1 м2) на дальности до 6000 км. Зона действия — 90° по азимуту, 40° по углу места.
Из-за высокой чувствительности, станция спроектирована в виде двух разнесённых на 0,5—1,5 км позиций — передающей и приёмной. Приёмная антенна представляет собой активную фазированную антенную решётку (АФАР) размером 100×100 метров с размещёнными в ней почти 4000 крест-вибраторами, передающая антенна — активную ФАР размером 40×40 метров, заполненную 1260 сменными модулями с выходной импульсной мощностью каждого 300 кВт.
Модификация «Дарьял-У» (индекс ГРАУ: 90Н6, главный конструктор А. А. Васильев) отличалась пониженным энергетическим потенциалом и увеличенными возможностями по управлению им за счёт уменьшения (в 2 раза) количества передающих элементов ФАР. Использование вычислительного комплекса на базе многопроцессорной ЭВМ типа М-13 мощностью до 2,4 млрд операций в секунду позволило усовершенствовать алгоритм работы РЛС, обеспечив оптимальное распределение излучаемой энергии в режиме обзора и сопровождения цели за счёт дробления сигнала. Применение режима адаптации приёмной ФАР дало увеличение помехозащищённости (примерно в 15 раз) и разрешающей способности по дальности (в 2—4 раза). Со 150 до 15—20 км снижена минимальная дальность действия.
В модификации «Дарьял-УМ» (индекс ГРАУ: 90Н6-М, главный конструктор В. М. Иванцов) был увеличен сектор сканирования (до 110° по азимуту), уменьшены потери на его краях в приёмной позиции, а также усовершенствована конструкция передатчиков и улучшен их коэффициент полезного действия.

## История
Развитие средств воздушного нападения привело в начале 1970-х годов к появлению так называемых «сложных баллистических целей» (СБЦ) — МБР с разделяющимися боеголовками и большим количеством их имитаторов, которые вместе с элементами ракеты-носителя увеличивают число одновременно сопровождаемых РЛС элементов. Проблема селекции целей, то есть выделения боевых блоков на фоне помех, и до настоящего времени остаётся ключевой проблемой ПРО: технологии противодействия обороне путём маскировки боезарядов ложными целями оказались намного проще и дешевле, чем технологии их распознавания и отбора для поражения.
Множественность элементов СБЦ и уменьшенная отражающая поверхность самих боевых блоков изменили требования к радиолокационным средствам. Возникла необходимость в высокоточных, многоканальных РЛС с высокой разрешающей и пропускной способностью. В связи с этим советскими учёными были предложены два альтернативных проекта сверхмощной помехозащищённой РЛС, которая должна была стать основой новых и заменой существующих узлов СПРН.
Первый проект (5Н79 «Дарьял») был разработан в 1971—1972 годах группой сотрудников РТИ АН СССР во главе с В. М. Иванцовым, второй (5Н11А «Дарьял-С») — в 1973 году группой сотрудников НИРТИ во главе с А. Н. Мусатовым. Проект РТИ предполагал использование нового (фазового) метода сканирования пространства на основе использования фазированной антенной решётки (ФАР) с импульсным излучением. В проекте НИРТИ сохранялись принципы построения их станций семейства «Дунай» (частотный метод сканирования с непрерывным излучением), что позволяло при его реализации использовать существующую технологическую и производственную базу. Оба проекта отвечали требованиям технического задания, но выбран был первый — он давал возможность технологического прорыва в области создания радиолокационной техники. Главным конструктором новой РЛС был назначен В. М. Иванцов, первым заместителем — А. М. Скосырев.
14 апреля 1975 года вышло Постановление ЦК КПСС и Совета Министров СССР о создании РЛС «Дарьял» в Заполярье (на северном ракетоопасном направлении) и Закавказье (на южном ракетоопасном направлении).
В 1977 году действующий на основе РЛС «Днепр» узел РО-1 (Оленегорск-1) был усилен вводом в его состав принципиально новой приёмной части, названной «Даугава» (индекс ГРАУ: 5У83, главный конструктор А. А. Васильев). Она представляла собой приёмный центр станции «Дарьял» с уменьшенной в 2 раза по высоте антенной. Здесь впервые были использованы крупноапертурные ФАР с фазовым управлением и гибридная СВЧ-технология. 19 июля 1978 года модернизированный двухпозиционный активно-пассивный радиолокационный комплекс, работающий на основе зондирующих сигналов РЛС «Днепр», был принят на вооружение и вошёл в состав СПРН. Это повысило достоверность информации и её оценки в сложной помеховой обстановке, вызванной полярным сиянием в ионосфере, а также живучесть всего комплекса. Технические решения, отработанные на станции «Даугава», использовались при создании приёмных ФАР для РЛС серии «Дарьял».
Головной изготовитель радиоэлектронной аппаратуры РЛС «Даугава» и РЛС «Дарьял» всех модификаций — ПО Днепровский машиностроительный завод.
20 января 1984 года головной образец новой станции, построенный вблизи города Печора (Республика Коми), был принят на вооружение Советской Армии. В 1985 году сдана вторая станция вблизи города Куткашен (с 1991 года — Габала) в Азербайджанской ССР. За создание РЛС «Дарьял» главному конструктору Виктору Иванцову присвоено звание Героя Социалистического Труда.

### Нереализованные проекты

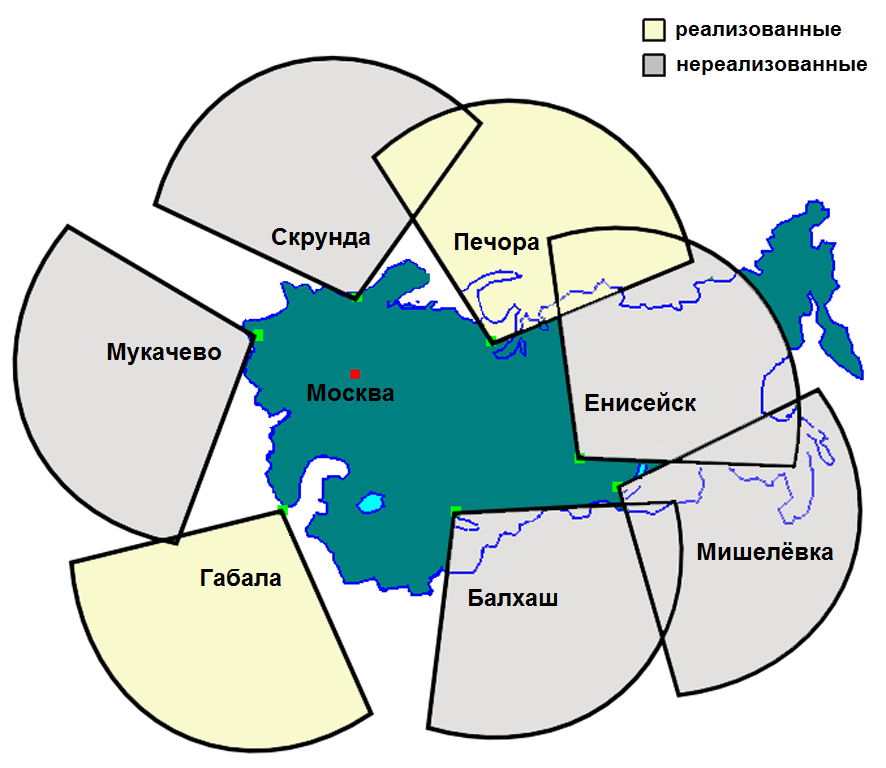
Планы размещения РЛС «Дарьял» для советской СПРН.

- В конце 1970-х годов на ОРТУ ОС-2 («Балхаш-9», Казахская ССР) для усиления действующей РЛС «Днепр» (РЛЯ-5) развернулось строительство вынесенной приёмной позиции «Даугава-2»[11]. В 1980 году было принято решение о возведении здесь полномасштабной РЛС «Дарьял-У», которая позволила бы контролировать сектор от западного Китая до Ирана[12]. В 1984 году образована в/ч 52175[13]. К июню 1988 года на объект были поставлены первые комплекты вычислительного комплекса на базе ЭВМ М-13[11]. В 1990 году вся аппаратура РЛС была смонтирована, в 1991 году начались заводские испытания. Но в 1992 году работы на стадии готовности 90—95 % были заморожены из-за финансовых, юридических и прочих проблем (в частности, из-за ошибок в документации станция не была обеспечена электропитанием достаточной мощности). В 1994 году станция была законсервирована, а в январе 2003 года объект был передан Казахстану[13]. 17 сентября 2004 года на приёмной позиции произошёл пожар, уничтоживший всё оборудование[14]. В 2010 году в ходе несанкционированного демонтажа здание обрушилось[15][16]. В 2011 году были демонтированы строения передающей позиции.
- В 1980 году для создания непрерывного радиолокационного поля на северо-восточном ракетоопасном направлении было развёрнуто строительство РЛС «Дарьял-У» в Красноярском крае (ОРТУ ОС-3, «Енисейск-15»)[9][17]. Однако строительство новой РЛС было развернуто в районе Енисейска, что являлось нарушением договора между СССР и США по ограничению систем ПРО 1972 года, по которому разрешалось размещение РЛС СПРН только по периметру государственной территории. В результате американская сторона обвинила Советский Союз в нарушении договора, в ответ советская сторона в 1987 году приостановила строительство объекта. А в 1989 году было принято решение о демонтаже практически полностью построенной станции[2][18].
- В 1982 году в целях противоракетной обороны на юго-восточном направлении началось строительство РЛС «Дарьял-У» вблизи посёлка Мишелёвка в Иркутской области (ОРТУ «Усолье-Сибирское-7»)[19]. Оно продолжалось по 1991 год. Сначала из-за сокращения финансирования, затем — из-за потери производственных мощностей с распадом СССР, а также морального старения элементов и технологий она не была доведена до этапа заводских испытаний[20]. В октябре 1999 года США предложили России помощь в завершении строительства в обмен на изменение Договора по ПРО (затраты оценивались в несколько десятков миллионов долларов). Россия отнеслась к этому предложению негативно. С помощью американских специалистов радар был частично переоборудован и включён в мировую сеть наблюдений за состоянием атмосферы на высотах от 150 до 1000 и более километров. 21 июня 2011 года станция была снесена[21][22], в 2012 году на месте передающей позиции построена РЛС нового типа «Воронеж»[23].
- В 1986 году началось строительство двух РЛС типа «Дарьял-УМ» в Закарпатье (объект «Берегово», Мукачево, Украинская ССР) и в Прибалтике (объект «Комбинат», Скрунда, Латвийская ССР). Первая должна была усилить оборону на западном направлении, вторая — на северо-западном. К началу 1990-х годов строительство станций было практически завершено (в Скрунде был построен только приёмник), завезено оборудование. С распадом СССР работы приостановились. Объект «Берегово» стал собственностью Украины, объект «Комбинат» — Латвии. Станция в Скрунда оставалась под контролем России на условиях аренды, стоимость которой составляла 5 млн долларов в год[24]. Несмотря на усилия российских военных и учёных по сохранению уникальных РЛС, Латвия и Украина приняли решение об отказе в продолжении работ[10][25]. В мае 1995 года почти готовая РЛС под Ригой была взорвана американской компанией Controlled Demolition, Inc.[англ.]. Финансировала работы по сносу и расчистке территории Россия[24]. Станция под Мукачево была демонтирована в 2000-х годах.
- В 1988 году на ОРТУ «Николаев» (мыс Херсонес, под Севастополем) началось строительство РЛС типа «Дарьял-У». Работы прекратились в 1993 году[2].

## Современное состояние
В 2011 году специалисты РТИ объявили, что РЛС типа «Дарьял» и «Днепр» уже исчерпали свои расчётные технические ресурсы. Им на смену приходит новое поколение РЛС семейства «Воронеж», которые возводятся за полтора года (вместо 5—10 лет) и потребляют гораздо меньше энергии. Новая станция состоит всего из 23—30 единиц технической аппаратуры, тогда как РЛС «Дарьял» — из 4070.
Габалинская РЛС эксплуатировалась до конца 2012 года; последнее время функционировала в режиме «готовность к боевой работе» или «холодный резерв, регламентные работы» с периодическими кратковременными включениями в режим «боевая работа». В 2013 году передана Азербайджану, оборудование демонтировано и вывезено в Россию. Её заменила РЛС «Воронеж-ДМ» в Армавире.
Печорская РЛС в настоящее время функционирует. В рамках госпрограммы вооружений 2011 года предполагалось её демонтировать и заменить новой РЛС «Воронеж-ВП». Однако в марте 2014 года в пресс-службе Минобороны РФ заявили, что станция пройдёт глубокую модернизацию без снятия с боевого дежурства.
| Узел  | Расположение        | Координаты                                                                              | Азимут | Тип       | Строительство                | Ввод                         | Вывод                        | Состояние                                           |
| ----- | ------------------- | --------------------------------------------------------------------------------------- | ------ | --------- | ---------------------------- | ---------------------------- | ---------------------------- | --------------------------------------------------- |
| ОС-1  | Мишелёвка           | передатчик: 52°51′20″ с. ш. 103°13′54″ в. д. приёмник: 52°51′42″ с. ш. 103°14′20″ в. д. | 135°   | Дарьял-У  | 1982—1991                    |                              |                              | Демонтирован.                                       |
| ОС-2  | Сары-Шаган          | передатчик: 46°35′19″ с. ш. 74°27′59″ в. д. приёмник: 46°36′03″ с. ш. 74°29′52″ в. д.   | 152°   | Дарьял-У  | 1976—1992                    |                              |                              | Разрушен.                                           |
| ОС-3  | Енисейск            | передатчик: 57°52′06″ с. ш. 93°07′07″ в. д. приёмник: 57°52′24″ с. ш. 93°06′28″ в. д.   | 40°    | Дарьял-У  | 1980—1987                    |                              |                              | Демонтирован.                                       |
| РО-1  | Оленегорск-1        | передатчик: 68°06′51″ с. ш. 33°54′37″ в. д. приёмник: 68°07′00″ с. ш. 33°55′09″ в. д.   | 308°   | Даугава   | 1973—1977                    | 1978                         | 1993                         | Демонтировано оборудование. Осталось только здание. |
| РО-2  | Скрунда             | передатчик: строительство не начиналось приёмник: 56°43′41″ с. ш. 21°58′58″ в. д.       | 308°   | Дарьял-УМ | 1986—1990                    |                              |                              | Демонтирован.                                       |
| РО-3  | Земля Франца-Иосифа | Земля Франца-Иосифа                                                                     |        | Дарьял    | Строительство не начиналось. | Строительство не начиналось. | Строительство не начиналось. | Строительство не начиналось.                        |
| РО-30 | Печора              | передатчик: 65°12′37″ с. ш. 57°17′43″ в. д. приёмник: 65°12′37″ с. ш. 57°16′35″ в. д.   | 2°     | Дарьял    | 1975—1983                    | 1984                         |                              | Функционирует.                                      |
| РО-4  | Севастополь         | передатчик: ? приёмник: ?                                                               |        | Дарьял-У  | 1988—1993                    |                              |                              | Демонтирован?                                       |
| РО-5  | Мукачево            | передатчик: 48°23′07″ с. ш. 22°48′02″ в. д. приёмник: 48°23′18″ с. ш. 22°47′38″ в. д.   | 218°   | Дарьял-УМ | 1986—1990                    |                              |                              | Демонтирован.                                       |
| РО-7  | Габала              | передатчик: 40°52′17″ с. ш. 47°48′32″ в. д. приёмник: 40°52′05″ с. ш. 47°47′45″ в. д.   | 162°   | Дарьял    | 1977—1987                    | 1985                         | 2012                         | Демонтировано оборудование.                         |